# Койфман, Оскар Иосифович
О́скар Ио́сифович Ко́йфман (21 июня 1944, Саратов, СССР — 31 декабря 2023, Иваново) — российский химик, специалист в области синтеза, изучения физико-химических свойств и практического использования порфиринов, металлопорфиринов, их структурных аналогов и жидкокристаллических соединений, ректор (президент) Ивановского государственного химико-технологического университета.
Доктор химических наук (1983), профессор (1984), действительный член Академии инженерных наук России (председатель Отделения химической технологии), член-корреспондент Российской Академии Наук (2008), академик РАН (2022). Заслуженный деятель науки Российской Федерации (1996).

## Биография
Родился в 1944 году в семье инженера, начальника дорожно-строительного управления Иосифа Израилевича Койфмана и аптекаря Юдифи Ушеровны (Оскаровны) Колкер, находившихся в годы Великой Отечественной войны в Саратове в эвакуации из Бессарабии. В 1945 году семья возвратилась на родину в Сороки (Молдавия), где будущий химик в 1962 году окончил среднюю школу № 2 имени А. С. Пушкина. Его учителем химии был Герой Социалистического Труда Борис Николаевич Пасечник.
После окончания Ивановского химико-технологического института в 1967 году был оставлен при нём в аспирантуру (1968—1970). В 1970 году защитил кандидатскую диссертацию по теме «Влияние структуры молекул порфиринов на их комплексообразующую способность в реакциях с солями металлов» под руководством профессора Б. Д. Березина, а в 1983 году — докторскую диссертацию «Синтез и координационные свойства порфиринов и их комплексов» по специальности «Физическая и неорганическая химия».
С 1970 года — младший научный сотрудник института, c 1971 года — старший научный сотрудник, с 1974 года — доцент кафедры органической химии, с 1984 года — профессор той же кафедры. С 1985 года — заведующий кафедрой химической технологии пластических масс и плёночных материалов (в настоящее время — кафедра химии и технологии высокомолекулярных соединений). С 1991 года — проректор по научной работе.
С 1998 года — ректор Ивановского химико-технологического университета. Одновременно с 2000 года — главный научный сотрудник Института химии растворов РАН, с 2001 года — заведующий лабораторией этого института.
Умер 31 декабря 2023 года.

## Научная работа
О. И. Койфман является одним из ведущих российских специалистов в области физической химии тетрапиррольных макрогетероциклов: порфиринов, порфиразинов, их структурных аналогов, металлокомплексов и полимеров на их основе, а также мезогенов с активными функциональными группами. Выполненные под его руководством систематические исследования внесли значительный вклад в развитие физической, координационной и синтетической химии этих соединений.
В большом цикле исследований кинетических и термодинамических закономерностей образования порфиринов и их аналогов было установлено влияние на эти процессы природы растворителя, катализатора, других факторов и созданы научные основы направленного синтеза мезо-замещённых порфиринов и тетра(гетероарено)порфиразинов с заданным комплексом физико-химических и прикладных свойств. В цикле физико-химических исследований жидких кристаллов впервые установлено строение супермолекул жидкий кристалл—немезоген и показана возможность обеспечения высокой специфичности и стереохимической однородности супермолекул Н-комплексов, что позволило развить теоретические предпосылки создания на их основе молекулярных рецепторов для распознавания различных субстратов и предложить первое поколение универсальных мезогенных модификаторов термопластичных полимеров, сочетающих свето- и термостабилизирующую эффективность с упрочняющим действием.
Эти работы легли в основу таких новых научных направлений как физическая и органическая химия макрогетероциклов, физическая химия поликонденсационных и полимеризационных порфириноцепных полимеров на основе мультимеризационно активных синтетических порфиринов (включая сетчатые структуры с непрерывным сопряжением по всей макромолекуле), физическая и синтетическая химия растворимых гибридных иммобилизатов природных порфиринов на синтетических полимерах, физическая химия мезоген—немезогенных систем.
Систематические исследования кинетики образования и диссоциации комплексов d-металлов с порфиринами различных структурных групп и термодинамики процесса экстракоординации d-металлопорфиринами экстралигандов различных типов, наряду с впервые полученными данными по термодинамике растворения порфиринов и металлопорфиринов в органических растворителях и кислотной ионизации порфиринов, позволили существенно повысить выходы порфиринов, их аналогов, металлопорфиринов, порфиринполимеров в синтезе соединений с заданными свойствами, осуществить методы их структурной модификации и использовать для целей химического катализа, электрокатализа, фотосенсибилизации.
На основе научных достижений О. И. Койфмана разработаны технологии или организовано опытно-промышленное производство ряда катализаторов, в том числе для катодного восстановления кислорода, позволивших создать образцы высокоэффективных источников тока, термо- и фотостабилизаторов полимерных композиций, активных порфириновых субстратов лекарственных препаратов, материалов для регистрации фазовых трёхмерных голографических изображений с рекордными оптическими параметрами.

## Семья
- Дочь — Юлия Оскаровна Жуковская (род. 1968, Сороки), заместитель председателя правительства Ивановской области по внешним связям[5][6].
- Двоюродный брат — Аркадий Михайлович Колкер, химик, заместитель директора ивановского Института химии растворов РАН.

## Административные должности
- Главный редактор журнала «Известия вузов. Химия и химическая технология» (1998)
- член экспертного совета Высшей Аттестационной Комиссии России по химии
- член президиума УМО по химико-технологическому образованию
- член президиума Российского химического общества им. Д. И. Менделеева
- член Головного экспертного совета Министерства образования России (секция «Перспективные материалы»)
- президент некоммерческого партнёрства «Содействие химическому и экологическому образованию»
- председатель двух докторских диссертационных советов
- председатель Отделения химической технологии Академии инженерных наук им. А. М. Прохорова и подсекции химии полимеров Ивановского отделения Академии естественных наук
- советник губернатора Ивановской области по науке
- президент ассоциации вузов, научной, технической и деловой интеллигенции Ивановской области
- член редакционного совета журнала Вода: химия и экология.

## Награды
- Почётная грамота Президента Российской Федерации (2 апреля 2012) — за заслуги в научной и педагогической деятельности и большой вклад в подготовку квалифицированных специалистов
- Лауреат премии Правительства Российской Федерации в области науки и техники (2003) — за разработку методов направленного синтеза циклических тетрапиррольных соединений для технических целей.
- Лауреат премии Президента России в области образования (2005) — за создание цикла трудов для образовательных учреждений высшего профессионального образования «Научно-методические основы обучения в области малого наукоёмкого предпринимательства, ресурсосберегающих экологически безопасных технологических систем, промышленной логистики и эколого-экономического анализа химических и металлургических предприятий в условиях перехода России к устойчивому развитию»
- Научно-педагогический вклад О. И. Койфмана отмечен орденом Почёта (2004)
- звание «Почётный химик» (2005)
- знак Министерства образования России «Почётный работник высшей школы Российской Федерации» (1997)
- медаль С. Э. Фриша Оптического общества им. Д. С. Рождественского (2004)
- звание «Почётный профессор Краковской Политехники» (2006)
- звание «Почётный профессор РХТУ им. Д.И. Менделеева» (2013)[7].
- памятная медаль РАН им. Л. А. Чугаева.

## Монографии
- Койфман О. И., Агеева Т. А. Порфиринполимеры. Под ред. акад. Ю. Б. Монакова. М.: Издательство физико-математической литературы, 2006.
- Койфман О. И., Мамардашвили Н. Ж., Антипин И. С. Синтетические рецепторы на основе порфиринов и их конъюгатов с каликс[4]аренами. Под ред. акад. А. И. Коновалова. М.: Наука, 2006.
- Базанов М. И., Филимонов Д. А., Волков А. В., Койфман О. И.. Макрогетероциклические соединения: электрохимия, электрокатализ, термохимия Под редакцией О. И. Койфмана. Ивановский государственный химико-технологический университет. М.: URSS, cop. 2016. — 315 с.

### Труды по истории и организации российской науки
- Почивалова Е. И., Койфман О. И. Из истории становления высшей школы в Иваново-Вознесенске. Часть 1. Иваново, 2005.
- Почивалова Е. И., Койфман О. И. История становления высшей школы в Иваново-Вознесенске. Иваново, 2010.
- Койфман О. И., Лебедев В. В., Мосичева И. А., Пахомов С. И., Стриханов М. Н., Сырбу С. А., Шарнин В. А. Подготовка научных кадров в вузах Федерального агентства по образованию Российской Федерации: справочник. Москва: Министерство образования и науки РФ, 2007: 3-е издание под названием Подготовка и аттестация научных и научно-педагогических кадров Российской Федерации: справочник. M.: Экономика, 2009.

Под редакцией О. И. Койфмана
- Буданов В. В., Максимов А. И. Химическая термодинамика: Учебное пособие для вузов. Москва: Академкнига, 2007.